# Astragalus subexcendens
Astragalus subexcendens är en ärtväxtart som beskrevs av Nikolai Fedorovich Gontscharow. Astragalus subexcendens ingår i släktet vedlar, och familjen ärtväxter. Inga underarter finns listade i Catalogue of Life.